# HAL AMCA
HAL Advanced Medium Combat Aircraft (AMCA) je dvomotorni večnamenski stealth lovec 5. generacije, ki ga trenutno razvijajo v Indiji.AMCA se bo uporabljal poleg letal HAL Tejas, Suhoj/HAL FGFA, Suhoj Su-30MKI in Dassault Rafale. Zgradili bodo tudi mornarsko verzijo.

## Tehnične specifikacije
Splošne karakteristike
- Posadka: 1
- Dolžina: 13,20 m (43 ft 4 in)
- Razpon kril: 8,20 m (26 ft 11 in)
- Višina: 4,40 m (14 ft 9 in)
- Površina kril: 38,4 m² (413 ft²)
- Teža praznega letala: 16-18 ton ()
- Maks. vzletna teža: 22-24 ()
- Pogon letala: 2 × GTRE-Snecma GTX 35 VS Kaveri NG turbofana z usmerjevalnikom potiska 
  - Potisk motorjev (suh): 54 kN (12130 lbf)  vsak
  - Potisk motorjev z dodatnim zgorevanjem: 90 kN (20230 lbf) vsak

 Zmogljivost 
- Maks. hitrost: Mach 1.8+ na višini
- Višina leta: 15000 m (49200 ft)